# Champollion (månkrater)
För andra betydelser, se Champollion.
Champollion är en nedslagskrater på månens baksida. Champollion har fått sitt namn efter den franske egyptologen Jean-François Champollion.
Kratern har en diameter på ungefär 49 km.

## Satellitkratrar
| Champollion | Latitud | Longitud | Diameter |
| ----------- | ------- | -------- | -------- |
| A           | 41.1° N | 177.1° Ö | 27 km    |
| F           | 37.3° N | 177.8° Ö | 21 km    |
| K           | 36.5° N | 176.4° Ö | 22 km    |
| Y           | 40.8° N | 174.7° Ö | 22 km    |